# B − L
Die Differenz aus Baryonenzahl {\displaystyle B} und Leptonenzahl {\displaystyle L}, kurz {\displaystyle B-L}, ist eine Vielteilchen-Quantenzahl in der Teilchenphysik. Dabei wird jedem Teilchen eine Baryonenzahl und eine Leptonenzahl zugeordnet; auf der Ebene der Elementarteilchen erhält jedes Lepton die Leptonenzahl {\displaystyle L=+1} und jedes Quark die Baryonenzahl {\displaystyle B=1/3}, da ein Baryon stets aus drei Quarks aufgebaut ist. Antiteilchen erhalten dabei die jeweilige negative Quantenzahl. Beide Größen sind additiv und im störungstheoretisch beschriebenen Standardmodell der Elementarteilchenphysik unabhängige Erhaltungsgrößen. In einer großen vereinheitlichten Theorie (GUT) als Erweiterung des Standardmodells sind weder Baryonen- noch Leptonenzahl unabhängig voneinander erhalten, jedoch ihre Differenz. Dies ermöglicht eine Baryogenese bei gleichzeitiger Leptogenese zur Erfüllung der Sacharow-Kriterien für die Entstehung der Asymmetrie zwischen Materie und Antimaterie.

## B − L als Erhaltungsgröße
Die Eigenschaft der Differenz aus Baryonen- und Leptonenzahl als Erhaltungsgröße ergibt sich als Folge der Anomaliefreiheit einer Quantenfeldtheorie und steht im Zusammenhang mit der Schwachen Hyperladung der Teilchen. Die Schwache Hyperladung ist die Ladung der {\displaystyle U(1)_{Y}}-Symmetriegruppe, unter der die Bewegungsgleichungen invariant sind. Unter Einführung einer zusätzlichen {\displaystyle U(1)}-Symmetriegruppe als Erweiterung des Standardmodells führt (bis auf einen generellen Normierungsfaktor) einzig die Zuordnung der Quantenzahlen {\displaystyle 1/3} für Quarks und {\displaystyle -1} für Leptonen auf eine konsistente Beschreibung.
Sofern die {\displaystyle U(1)_{B-L}}-Symmetrie eine Eichsymmetrie darstellt, muss ein entsprechendes Eichboson existieren. Diese hypothetischen Teilchen werden als Leptoquarks bezeichnet, da sie in einem Vertex sowohl an Leptonen als auch an Quarks koppeln.

## Beispiel: Protonenzerfall
Der Protonenzerfall ist eine Vorhersage vieler GUT-Varianten, sodass als Endzustand ein neutrales Pion {\displaystyle \pi ^{0}} und ein Positron (Anti-Elektron) vorhanden sind:
{\displaystyle p^{+}\to \pi ^{0}e^{+}}
Das Proton als Baryon besitzt {\displaystyle B=1}, das Pion ist ein Meson und besitzt daher {\displaystyle B=L=0} und das Positron als Antilepton besitzt {\displaystyle L=-1}. Daher sind weder Baryonen- noch Leptonenzahl bei diesem Prozess erhalten, jedoch die Differenz {\displaystyle B-L}. Im Standardmodell hingegen ist das Proton als leichtestes Baryon stabil. Da die untere experimentelle Schranke an die Lebensdauer des Protons sehr hoch liegt (über 1033 Jahre, im Vergleich dazu, das Universum ist „erst“ 1010 Jahre alt), muss die Masse des etwaigen {\displaystyle U(1)_{B-L}}-Eichbosons in der Größenordnung von 1016 GeV liegen.